# Viola sieboldii
Viola sieboldii är en violväxtart som beskrevs av Carl Maximowicz. Viola sieboldii ingår i släktet violer, och familjen violväxter. Utöver nominatformen finns också underarten V. s. litoralis.